# 苏盖提乡
苏盖提乡，是中华人民共和国新疆维吾尔自治区喀什地区英吉沙县下辖的一个乡镇级行政单位。

## 行政区划
苏盖提乡下辖以下地区：
尤喀克铁尔村、英叶尔村、达莫顺村、拉依不拉克村、皮力孜村、阿其马艾日克村、比拉木村、尤喀克坎提艾日克村、坎特艾日克村、色日格拉村、吐尔库依村、提干村、吐格其村和托万特提尔村。